# Кетфіш Байз
Затока Кетфіш Байз (англ. Catfish Bight) — невелика затока, бухта біля узбережжя північного Белізу в окрузі Коросаль, складова частина Карибського моря, зокрема затоки Четумаль.

## Географія
Внаслідок давніх тектонічних зрушень, Карибське море врізалося в півострів Юкатан, та утворило в тій уголовині затоку-бухту Четумаль, а та, в свою чергу, розмивала береги та утворила неглибоку бухту-кривину Кетфіш Байз. Берегова лінія становить більше 8 км, скельних круч, піщаних берегів.